# 國際天文聯會
國際天文學聯合會（英語：International Astronomical Union，縮寫為 UAI），是一个国际非政府组织，由博士以上的專業天文學家所組成，積極參與天文學研究與教育。其目标是通过全球合作推动天文学的各个方面，包括促进天文学的研究、推广、教育和发展。它于1919年7月28日在比利时布鲁塞尔成立，总部位于法国巴黎，并由當時的國際天文星圖計畫（Carte du Ciel）、太陽天文聯合會（Solar Union）和國際時間局（Bureau International de l'Heure）等數個組織合併而成。其後，世界各國的國家級天文組織陸續加入，构成今日的規模。該會是國際科學理事會（ICSU）的國際科學聯合成員，也是國際上承認的權威机构，負責統合恆星、小行星、衛星、彗星等新天體以及天文學名詞的定義與英文命名。2014年7月10日宣布「外星世界命名」（NameExoWorlds）活動啟動，開放公眾參與系外行星的命名。IAU下分成數個工作單位，IAU也負責天文訊息全球電報通報系統，實際工作由中央天文電報局（Central Bureau for Astronomical Telegrams，CBAT）汇总整理天文訊息的匯報及電報的發布。 總會共有90個不同國家或地區共12120位會員，其中美國最多，有2084位會員。中国于1935年加入IAU，目前有669名会员，其中中國天文學會591名，中華民國天文學會78名。

## 組織與活動概況
國際天文學聯合會的大多數活動是透過各天文領域的12個分科會舉行。在各分科會下更細分成40個不同研究領域的委員會。在委員會下轄個別研究主題有關的90個工作小組。
從1922年起，該會每三年召開一次全體會議，討論IAU整體的活動方針，並有研究成果發表等研討會，以及遴選新屆IAU執委、各屬下委員會成員，新會員推荐等。此外也定期在歐洲、亞太、拉丁美洲召開各區域會議。隨各式各樣天文事件的發展，也會隨時召開小規模的學術研討會。
第26屆（XXVIth）國際天文學聯合會的全體會議於2006年8月14至24日在捷克首都布拉格舉行，由世界各地2500余位天文學家代表出席，會議最受矚目的就是表決第5、6號共四份決議草案，重新确定行星定義，將冥王星由行星划為新開設之矮行星，而未來全體會議將審議更多天體列入矮行星之席。
| 全體會議           | 時間 | 地點                 |
| ------------------ | ---- | -------------------- |
| Ist（第1屆）       | 1922 | 義大利羅馬           |
| IInd（第2屆）      | 1925 | 英國劍橋             |
| IIIrd（第3屆）     | 1928 | 荷蘭萊頓             |
| IVth（第4屆）      | 1932 | 美國劍橋             |
| Vth（第5屆）       | 1935 | 法國巴黎             |
| VIth（第6屆）      | 1938 | 瑞典斯德哥爾摩       |
| VIIth（第7屆）     | 1948 | 瑞士蘇黎世           |
| VIIIth（第8屆）    | 1952 | 義大利羅馬           |
| IXth（第9屆）      | 1955 | 愛爾蘭都柏林         |
| Xth（第10屆）      | 1958 | 蘇聯莫斯科           |
| XIth（第11屆）     | 1961 | 美國柏克萊           |
| XIIth（第12屆）    | 1964 | 西德漢堡             |
| XIIIth（第13屆）   | 1967 | 捷克斯洛伐克布拉格   |
| XIVth（第14屆）    | 1970 | 英國布萊頓           |
| XVth（第15屆）     | 1973 | 澳大利亞悉尼         |
| XVIth（第16屆）    | 1976 | 法國格勒諾布爾       |
| XVIIth（第17屆）   | 1979 | 加拿大蒙特婁         |
| XVIIIth（第18屆）  | 1982 | 希臘帕特雷           |
| XIXth（第19屆）    | 1985 | 印度新德里           |
| XXth（第20屆）     | 1988 | 美國巴爾的摩         |
| XXIst（第21屆）    | 1991 | 阿根廷布宜諾斯艾利斯 |
| XXIInd（第22屆）   | 1994 | 荷蘭海牙             |
| XXIIIrd（第23屆）  | 1997 | 日本京都市           |
| XXIVth（第24屆）   | 2000 | 英國曼徹斯特         |
| XXVth（第25屆）    | 2003 | 澳大利亞悉尼         |
| XXVIth（第26屆）   | 2006 | 捷克布拉格           |
| XXVIIth（第27屆）  | 2009 | 巴西里約熱內盧       |
| XXVIIIth（第28屆） | 2012 | 中華人民共和國北京   |
| XXIXth （第29屆）  | 2015 | 美國夏威夷州歐胡島   |
| XXXth (第30届)     | 2018 | 奥地利维也纳         |
| XXXIst (第31屆)    | 2022 | 韓國釜山             |
| XXXIIst (第32屆)   | 2024 | 南非開普敦           |

## 分科會和委員會
- 第I分科會 基礎天文學
  - 第4委員會 星曆表
  - 第7委員會 天體力學與動力天文學
  - 第8委員會 天體測量學
  - 第19委員會 地球自轉
  - 第31委員會 時間
  - 第52委員會 基礎天文學中的相對論
- 第II分科會 太陽與太陽圈
  - 第10委員會 太陽活動
  - 第12委員會 太陽輻射與結構
  - 第49委員會 行星間的電漿體與太陽圈
- 第III分科會 行星系統科學
  - 第15委員會 彗星與小行星的物理研究
  - 第16委員會 行星與衛星的物理研究
  - 第20委員會 小行星、彗星與衛星的位置與運動
  - 第21委員會 夜空的光
  - 第22委員會 流星、隕石與行星間的塵埃
  - 第51委員會 生物天文學
  - 第53委員會 太陽系外行星
- 第IV分科會 恆星
  - 第25委員會 恆星光譜
  - 第26委員會 雙星與多合星
  - 第35委員會 恆星構造
  - 第36委員會 恆星大氣理論
  - 第45委員會 恆星分類
- 第V分科會 變星
  - 第27委員會 變星
  - 第42委員會 密近雙星
- 第VI分科會 星際物質
  - 第34委員會 星際物質
- 第VII分科會 銀河系
  - 第33委員會 銀河系的結構與動力學
  - 第37委員會 星團與星協
- 第VIII分科會 星系與宇宙
  - 第28委員會 星系
  - 第47委員會 宇宙學
- 第IX分科會 光學與紅外線技術
  - 第25委員會 恆星測光與偏振測量
  - 第30委員會 徑向速度
  - 第54委員會 光學與紅外干涉
- 第X分科會 無線電天文學
  - 第40委員會 無線電天文學
- 第XI分科會 太空與高能天體物理學
  - 第44委員會 太空與高能天體物理學
- 第XII分科會 聯合推廣活動
  - 第5委員會 檔案與天文數據
  - 第6委員會 天文電報
  - 第14委員會 原子與分子數據
  - 第41委員會 天文學史
  - 第46委員會 天文學教育與發展
  - 第50委員會 現有與可能的天文台址保護
  - 第55委員會 天文學傳播與公眾

## 附註
1. ↑  中國天文學會之國籍註記為China, Nanjing；中華民國天文學會之國籍註記為China, Taipei。